# Satomi Ikezawa
池沢理美
Œuvres principales
Première œuvre : Charinko Graffiti (チャリン娘グラフィティ)
Autres ouvrages :
- Othelo (オセロ。, Otero?)
- Guru Guru Ponchan (ぐるぐるポンちゃん?)

Satomi Ikezawa (池沢理美) est une mangaka japonaise né le 18 mars 1962 à Tokyo, au Japon.
Elle commence sa carrière en 1986 avec un premier manga, Charinko Graffiti (チャリン娘グラフィティ).
Ses œuvres les plus célèbres sont Othelo (オセロ。, Otero) et Guru Guru Ponchan (ja) (ぐるぐるポンちゃん) pour lequel elle a obtenu le Prix du manga de son éditeur dans la catégorie Shōjo en 2000.
Elle est également chanteuse dans le groupe Unnamed BAND (名前のないBAND), un groupe musical spécialisé dans les reprises de chansons occidentales des années 1960 et 70.

## Biographie
Satomi Ikezawa est mariée à Hachiro Kaga (ja), le chanteur et bassiste du groupe THE GOOD-BYE (ja), décédé en 2013 d'un Myélome.
La mangaka raconte leur combat contre la maladie dans Hatchan, Matane (はっちゃん、またね 多発性骨髄腫とともに生きた夫婦の1094日, litt. « À bientôt, Hatchan ! Le couple qui a vécu avec le myélome multiple durant 1094 jours »), un manga autobiographique publié le 11 décembre 2015 aux éditions Kōdansha après une publication dans le périodique Be Love.

## Œuvres
- Charinko Graffiti (チャリン娘グラフィティ?), 1986, 1 volume
- Ue Wo Muite Arukou (上を向いてあるこう?), 1986, 1 volume
- 17-Sai No Kaibougaku (17歳の解剖学?), 1988, 1 volume
- Natsu Ga Isoideru (夏がいそいでる?), 1988, 1 volume
- Kattobi New Yorker (かっとびニューヨーカー?), 1989, 1 volume
- Akuma De Junai (アクマで純愛?), 1990, 2 volumes
- Onna No Kataki Wa Onna  (女の敵は女?), 1990, 1 volume
- Miesugi Chatte Komaru No (見エスギチャッテコマルノ?), 1991, 3 volumes
- Kireruze! Seishun (キレルぜ!青春?), 1992, 1 volume
- Ai to Seishun No XX (愛と青春の××?), 1992, 2 volumes
- Tsuite Masuka (スエちゃんはヒミツ?), 1993, 8 volumes
- Tenshi No Pheromone (スエちゃんはヒミツ?), 1996, 3 volumes
- Guru Guru Ponchan (ぐるぐるポンちゃん?), 1997, 9 volumes
- Othelo (オセロ。, Otero?), 2001, 7 volumes
- Korae Kirenai Namida (こらえきれない涙?), 2004, 1 volume
- Sue-chan Wa Himitsu (スエちゃんはヒミツ?), 2005, 1 volume
- Ｅａｓｙ！, 2006, 2 volumes
- Kindan No Koibito (禁断の恋人?), 2009, 1 volume
- Hatchan, Matane (はっちゃん、またね 多発性骨髄腫とともに生きた夫婦の1094日?), 2015, 1 volume